# سام ديويت
سام ديويت هو شاعر وسياسي أمريكي، ولد في 1 نوفمبر 1891 في جاكسون في الولايات المتحدة، وتوفي في 22 يناير 1963 في يونكيرس في الولايات المتحدة. انتخب عضو جمعية ولاية نيويورك ‏.